# Mielizna Rzepczyńska

Przekrój przez mieliznę

Mielizna Rzepczyńska (niem. Repziner Haken) – mielizna Zalewu Szczecińskiego w jego środkowej części, nad brzegiem Równiny Wkrzańskiej. Płycizna znajduje się na terytorium Niemiec przy granicy polsko-niemieckiej. Obszar przynależy do powiatu Vorpommern-Greifswald.
Płycizna rozciąga się od lądu w kierunku północnym 
Mielizna Rzepczyńska i Mielizna Osiecka oddzielają dwie części zalewu tzw. Mały Zalew na zachodzie (Niemcy) i Wielki Zalew na wschodzie (Polska). Szerokość zalewu na przewężeniu przy granicy polsko-niemieckiej wynosi 7,5 km, jednak wysuwająca się Mielizna Osiecka i Rzepczyńska powodują powstanie wąskiego przesmyku na 1,5 km. Obszar przewężenia charakteryzuje się największymi naturalnymi deniwelacjami powierzchni dna Zalewu Szczecińskiego.
Polską nazwę Mielizna Rzepczyńska wprowadzono urzędowo rozporządzeniem w 1949 roku.